# ميشام (كشر)

تعديل مصدري - تعديل

ميشام هي إحدى قرى عزلة انهم الغرب بمديرية كشر التابعة لمحافظة حجة، بلغ تعداد سكانها 412 نسمة حسب تعداد اليمن لعام 2004.